# Lo sceriffo che non spara
Lo sceriffo che non spara è un film del 1965 diretto da José Luis Monter e Renato Polselli.

## Trama
Coinvolto in una sparatoria, lo sceriffo Jim uccide inavvertitamente il padre e getta alle ortiche la stella e la pistola, con gran sollievo dei criminali della zona. Quando deciderà di ricominciare a sparare, saranno guai per tutti.